# Continuity

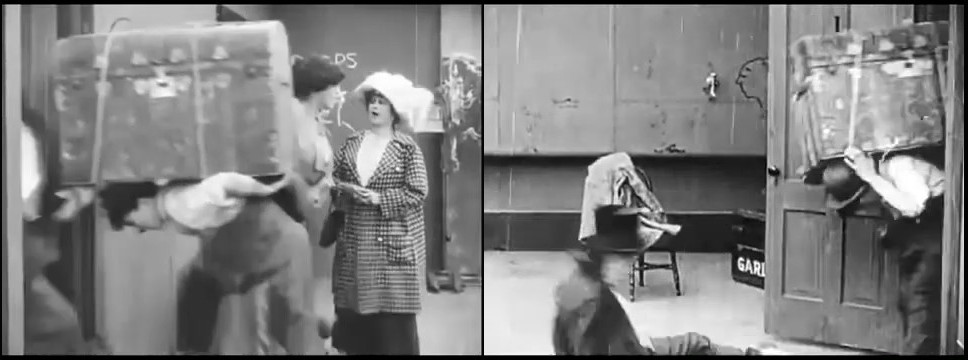
Un errore di continuity nel cortometraggio di Charlie Chaplin del 1914 Charlot trovarobe. Nel primo fotogramma, il personaggio di Chaplin porta un baule attraverso una porta, tenendo il cappello dietro di sé. Nell'inquadratura immediatamente successiva dall'altra parte della porta indossa il cappello.

Continuity è un termine inglese (traducibile in lingua italiana come continuità) con cui si definisce, nelle opere della finzione cinematografica, televisiva e letteraria, la coerenza nell'aspetto e nello sviluppo di eventi, ambienti, situazioni e personaggi.
Il termine assume significati leggermente diversi a seconda del medium di riferimento. Nel cinema indica principalmente la coerenza tra le sequenze di una pellicola. Per traslato, nella televisione e nei fumetti invece la continuity è riferita piuttosto alla coerenza delle trame e sottotrame nei diversi episodi. In entrambi i casi, comunque, un errore di continuity è un evento o una scena non compatibile con i precedenti, che genera un senso di straniamento nello spettatore più attento, minando il principio della sospensione dell'incredulità.

## Opere

### Film
Nei film può essere difficile mantenere la continuity, poiché è molto complicato correggere un errore di continuità dopo che le riprese si sono concluse. Per questo motivo le produzioni generalmente hanno un supervisore che controlla i dettagli e le azioni, che spesso non sono girate nello stesso ordine in cui si svolgono gli eventi (non è raro che, per esempio, la prima sequenza ad essere girata sia il finale). Questa persona si occupa, per mezzo di fotografie, appunti e, in piccola parte, della sua memoria, di verificare che tutti gli oggetti e le persone rimangano nelle stesse posizioni tra un'inquadratura e un'altra, che i vestiti e le ambientazioni siano identiche. Per ottenere tale scopo vengono utilizzati anche precisi segni di scena, che indicano le posizioni da cui riprendere a girare per mantenere la continuity.

### Televisione
Non sempre nelle serie televisive è presente la continuity. Molti telefilm degli anni '70, '80 e '90 presentavano una continuity molto debole, in quanto erano costituite da una serie di episodi autoconclusivi, che condividevano tra loro solo la presenza dei personaggi principali. Dagli anni 2000 in poi sono stati invece prodotte serie con maggiore collegamento tra le trame dei singoli episodi, o addirittura serie con un'unica trama che si dipana attraverso i successivi episodi, tanto che risulta impossibile apprezzare lo svolgimento della storia se non si seguono gli episodi nel giusto ordine. Esempi di questo tipo di produzioni televisive, caratterizzate da forte continuity, sono Lost o Il Trono di Spade.
Il maggior problema di lunghe serie televisive è il gran numero di informazioni che vengono date durante un episodio di una serie o addirittura di un'altra serie; alcuni telefilm infatti hanno numerosi e accaniti fan, che prendono nota di ogni dettaglio di ogni episodio e, confrontandolo con un altro, trovano una contraddizione. L'esempio classico di questo caso è Star Trek, per cui è stato addirittura coniato l'acronimo YATI, Yet Another Trek Inconsistency (Un'altra incongruenza di Star Trek).

### Fumetti
Nei fumetti la continuity è l'unità di tempo, luogo e azione in cui si svolgono gli eventi; il termine serve a creare una linea spazio-temporale consistente in cui l'azione si svolge. È una sorta di sottotrama che serve a collegare tra loro i diversi episodi di una pubblicazione, o anche gli episodi di diverse pubblicazioni che condividono lo stesso universo narrativo. Pioniera della continuity nei fumetti è stata la Marvel Comics: Tutti i fumetti di tale casa editrice condividono, fin dagli esordi, lo stesso universo narrativo, e ciò che succede in un fumetto Marvel ha effetto sugli eventi di tutte le altre collane della stessa casa editrice. Visto il successo di tale struttura narrativa, anche le altre case editrici si sono adeguate e la continuity è diventata una caratteristica della maggior parte dei fumetti. 
È stata coniata anche l'espressione "fuori continuity", che indica la non appartenenza (prodotta volutamente, o per descrizione di eventi incoerenti tra loro) di un numero o di un albo alla successione degli eventi principale che si stava narrando; esempi principali di questo termine sono state le cosiddette "storie immaginarie" di Superman negli anni '50 e, più di recente, le storie What if...? Marvel Comics e gli Elseworlds DC Comics. Un uso particolare di continuity è la cosiddetta "retcon": si tratta di storie o episodi che riscrivono lo svolgimento di eventi passati, modificandone spesso gli effetti anche sul presente. 
Questo uso di consequenzialità permette le contaminazioni tra serie differenti note come crossover. 
In Italia il primo fumetto in cui maggiormente si è avvertito l'uso, di forte ispirazione statunitense, della continuity è Nathan Never, a cui hanno fatto seguito altre serie con analoga coesione narrativa, come Dampyr e Martin Mystère.
Un tipico esempio di fumetto in cui la continuity è stata violata, almeno nei primi tempi, è Tex: nel numero 17 della serie gigante Tex, già vedovo, discute con il figlio dell'imminente scoppio della Guerra di secessione americana, mentre nei numeri 113-114 (e in altri successivi) Tex, rievocando il suo passato con i pards (tra cui suo figlio adolescente), ricorda quando, non ancora sposato, fu implicato direttamente in tale guerra.